# 1432 az irodalomban
Az 1432. év az irodalomban.

## Születések
- 1432 – Luigi Pulci, a firenzei Lorenzo de’ Medici udvarában élt költő († 1484)